# Polyporales
Polyporales is een botanische naam voor een orde van paddenstoelen. Volgens de Index Fungorum [15 maart 2009] bevat deze orde de volgende families:
- orde Polyporales
  - familie Cerrenaceae
  - familie Cystostereaceae
  - familie Dacryobolaceae
  - familie Fibroporiaceae
  - familie Fomitopsidaceae
  - familie Fragiliporiaceae
  - familie Ganodermataceae
  - familie Gelatoporiaceae
  - familie Grifolaceae
  - familie Hapalopilaceae
  - familie Hyphodermataceae
  - familie Incrustoporiaceae
  - familie Irpicaceae
  - familie Ischnodermataceae
  - familie Laetiporaceae
  - familie Limnoperdaceae
  - familie Meripilaceae
  - familie Meruliaceae
  - familie Panaceae
  - familie Peniophoraceae
  - familie Phanerochaetaceae
  - familie Polyporaceae
  - familie Pycnoporellaceae
  - familie Rickenellaceae
  - familie Sparassidaceae
  - familie Tubulicrinaceae
  - familie Xenasmataceae

Daarnaast bevat de orde de ongeplaatste (incertae sedis) geslachten: Aegerita, Aegeritopsis, Amaropostia, Amaurohydnum, Amauromyces, Amethicium, Aquascypha, Auriporia, Australicium, Bourdotiella, Calcipostia, Candelabrochaete, Climacocystis, Conohypha, Coralloderma, Cryptomphalina, Crystallocystidium, Cyanodontia, Diacanthodes, Fuscopostia, Globosomyces, Globuliciopsis, Gyrophanopsis, Henningsia, Hypochnicium, Hyphodontiastra, Irpicochaete, Meruliophana, Nigrohydnum, Repetobasidiopsis, Roseograndinia, Spathulina, Sparassiella, Spongioides, Taiwanofungus en Uncobasidium.